# Tarik Abdel Bary

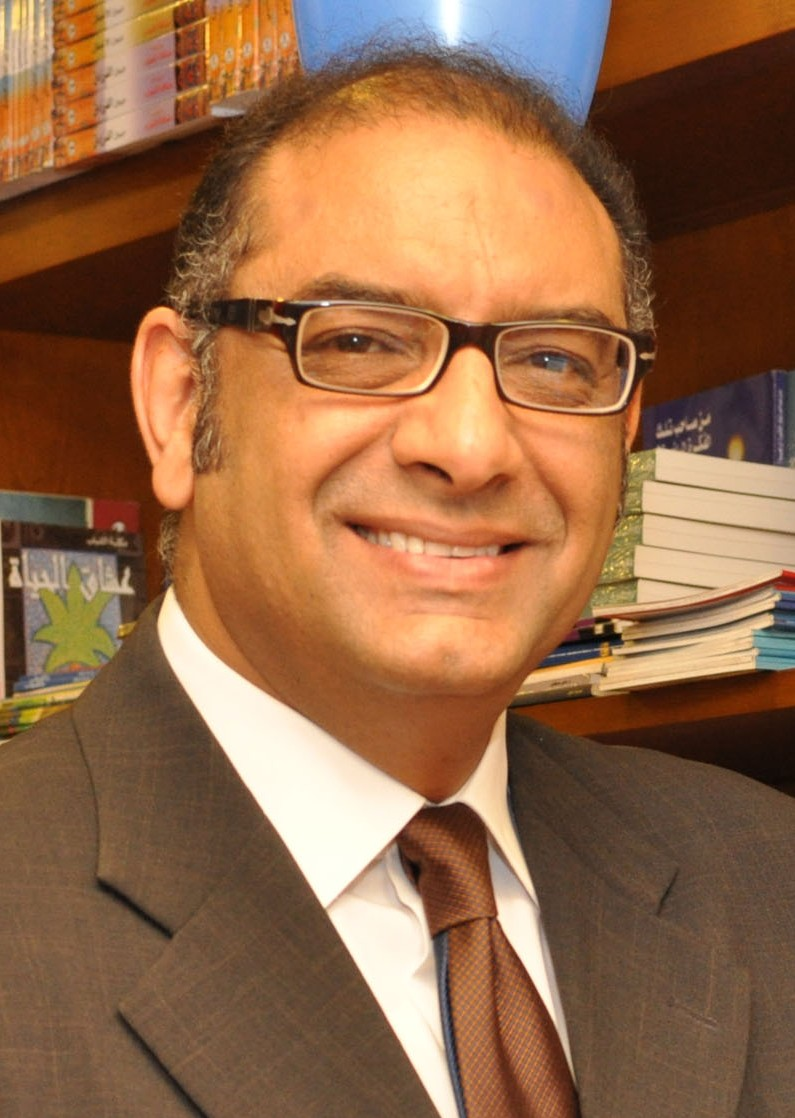
Tarik A. Bary (2011)

Tarik Abdel Bary (arabisch طارق عبد الباري, DMG Ṭāriq ʿAbd al-Bārī; * 1961 in Kairo) ist ein ägyptischer Universitätsprofessor, Übersetzer, Terminologe und Autor.

## Leben
Tarik Abdel Bary studierte in Kairo und Münster Germanistik, Anglistik und Arabistik; er  promovierte an der Sprachenfakultät (Al-Alsun) der Ain-Schams-Universität in Kairo, an deren germanistischer Abteilung er Literatur- und Kulturgeschichte sowie interkulturelle Kommunikation lehrt. Er forscht zu übersetzungs-, literatur- und medienwissenschaftlichen Themen im interkulturellen, vor allem deutsch-arabischen bzw. deutsch-ägyptischen, Kontext.

### ÄDK und ARABTERM
Bary ist Leiter und Initiator des 1998 in Kairo gegründeten Ägyptisch-Deutschen Kulturzentrums (ÄDK), das zu einem verstärkten kulturellen Austausch zwischen arabisch- und deutschsprachigen Ländern beitragen will. Die gemeinnützige Organisation bietet Deutsch-Kurse an und ist akkreditierter Sprachkurspartner des Goethe-Instituts sowie zertifiziertes Prüfungszentrum des Österreichischen Sprachdiploms Deutsch. In Zusammenarbeit mit dem Goethe-Institut ist das ÄDK darüber hinaus im Bereich der Aus- und Fortbildung von Fachübersetzern aktiv.
Das ÄDK ist als Projektpartner an ARABTERM, einem frei verfügbaren technischen Online-Fachwörterbuch für die Sprachen Arabisch, Deutsch, Englisch und Französisch beteiligt. Unter der Leitung Barys arbeitet ein Team von zehn Fachübersetzern an der Übertragung der Wörterbucheinträge aus Gebieten wie Kfz- und Wassertechnik ins Arabische. Für viele zentrale Begriffe existieren noch keine bzw. keine standardisierten und allgemein anerkannten arabischen Termini, sodass bereits vorhandene Übersetzungen aktualisiert oder gänzlich neue Wortschöpfungen gebildet werden müssen. Laut Bary sind beispielsweise Mechatronik und Variomatic in keinem anderen deutsch- oder englisch-arabischen Kfz-Fachwörterbuch zu finden. Grund dafür sei neben der Vielzahl der mitunter sehr verschiedenen Varietäten des Arabischen eine „Krise der arabischen Wissenschaftssprache“, die „schon seit Jahrhunderten unter Vernachlässigung und mangelnder Förderung“ leide. Vor diesem Hintergrund trägt ARABTERM – ähnlich wie auf medialer Ebene etwa die Sender Al-Jazeera und Al-Arabiya – im Bereich von Technik und Wirtschaft zur Standardisierung der arabischen Sprache bei.

### Literarische und Journalistische Arbeit
Neben seinen übersetzerischen und terminologischen Tätigkeiten schreibt Bary Kurzgeschichten und Gedichte, die er online bzw. in gedruckter Form veröffentlicht und auf Lesereisen unter anderem in Deutschland vorstellt. Darin verarbeitet er beispielsweise das Thema der ägyptischen Revolution, deren Verlauf er in Kairo selbst miterlebte. 2004 erschien Barys erstes Kinderbuch Der König der Dinge, in dem er anhand einer Internatsgeschichte Korruption und Vetternwirtschaft in der ägyptischen Gesellschaft thematisiert. Darüber hinaus kommentiert Bary in deutsch- und arabischsprachigen journalistischen Publikationen das Medien- und Kulturgeschehen sowie aktuelle politische Ereignisse.

## Schriften
- Tarik A. Bary: Der König der Dinge. Atlantis Verlag, Zürich 2004, ISBN 978-3-7152-0497-0.
- Tarik A. Bary: Illusionen der Medienkultur oder Kultur als Industrie. In: Ursula Renate Riedner (Hrsg.): Alexandrinische Gespräche : Forschungsbeiträge ägyptischer und deutscher Germanist/inn/en. Iudicium, München 2008, ISBN 978-3-89129-927-2, S. 33–50.
- Tarik A. Bary: Identität, Medien und Interkulturelle Kommunikation. Versuch einer Synthese. Ein Beitrag zum ägyptisch-deutschen Kulturdialog. In: Eckehard Czucka und Eva Neuland (Hrsg.): unInterkulturelle Kommunikation. Perspektiven einer anwendungsorientierten Germanistik. München 2011, S. 227–247.
- Tarik A. Bary: Kritische Anmerkungen zur Definition und zum Verständnis von Kinder- und Jugendliteratur aus arabischer und deutscher Sicht. In: Bernd Dolle-Weinkauff, Hans-Heino Ewers, Carola Pohlmann (Hrsg.): Kinder- und Jugendliteraturforschung 2009/2010 (= Jahrbuch der Kinder- und Jugendliteraturforschung). Band 16. Peter Lang, Frankfurt am Main [u. a.] 2010.
- Tarik A. Bary: Übersetzungsprobleme im Fachbereich Kfz-Technologie. In: Peter A. Schmitt, Susann Herold, Annette Weilandt (Hrsg.): Translationsforschung: Tagungsberichte der LICTRA IX. Leipzig International Conference on Translation & Interpretation Studies 19.-21.5.2010 Teil 1 (= Leipziger Studien zur angewandten Linguistik und Translatologie). Band 10. Peter Lang, Frankfurt am Main [u. a.] 2011, ISBN 978-3-631-60603-2, S. 65–76.
- Tarik A. Bary: Wissenschaft im Dialog: Übersetzungsschwierigkeiten im internationalen wissenschaftlichen Kulturaustausch. In: Deutscher Akademischer Austauschdienst (Hrsg.): Deutsch als Wissenschaftssprache: Sektion III „Wissenschaft ist mehrsprachig“ im Rahmen des Festivals Die Macht der Sprache: Berlin, Akademie der Künste, 15. und 16. Juni 2007: Dokumentation der Sektionsbeiträge. DAAD, Bonn 2007, ISBN 978-3-87192-861-1, S. 72–86.
- Tarik A. Bary: Zu einem konzeptionellen Netzwerk von Identität, Wertesystem und Literatur. Eine Auseinandersetzung mit besonderer Berücksichtigung von Kinder- und Jugendliteratur aus der Perspektive des Kulturdialogs. In: Verband Neuer Literatur (Hrsg.): Fikr wa Ibda', peer-reviewed Fachzeitschrift. Kairo 2008.
- Tarik A. Bary: Literatur und Medien. Zur Problematik der Literatur im Medienzeitalter. Ein interdisziplinärer Beitrag. Hrsg.: Alsun Fakultät, Ain-Shams Uni (= Sahifatul Alsun). Kairo Juni 2001.
- Tarik A. Bary: Kultur als Begriff und als Kategorie. Dar el-kotob el-alameya for publishing and distribution, Kairo 2000, S. 106 Seiten.
- Tarik A. Bary: Sprache und Sprachen. Überlegungen über „die absolute Sprache“. Ein sprachphilosophischer Beitrag zur Grundlegung der Literaturwissenschaft. In: Alsun Fakultät, Ain-Shams Uni (Hrsg.): Sahifatul Alsun, 15. Ausgabe. Kairo Juni 1999, S. 252–286.
- Tarik A. Bary: Das Drehbuch als literarische Gattung in den verfilmten Romanen nach 1945. Komparatistische Untersuchung am Beispiel von Nagib Mahfouz und Heinrich Böll. Diss., Maschinenschrift, Universität Ain-Schams, Sprachenfakultät. Kairo 1994.
- Tarik A. Bary: Das Bild Ägyptens bei Karsten Niebuhr. Magisterarbeit, Maschinenschrift, Universität Ain-Schams, Sprachenfakultät. Kairo 1988.

## Preise
- 2006: Bester Autor, Preis des Ägyptischen Rats für Kinder- und Jugendbuch.